# Jacinto Furtado de Brito Sobrinho
Jacinto Furtado de Brito Sobrinho (* 16. Juni 1947 in Bacabal) ist ein brasilianischer Geistlicher und emeritierter römisch-katholischer Erzbischof von Teresina.

## Leben
Jacinto Furtado de Brito Sobrinho empfing am 15. Januar 1972 die Priesterweihe.
Papst Johannes Paul II. ernannte ihn am 18. Februar 1998 zum Bischof von Crateús. Sein Amtsvorgänger Antônio Batista Fragoso spendete ihm am 24. Mai desselben Jahres die Bischofsweihe; Mitkonsekratoren waren Paulo Eduardo Andrade Ponte, Erzbischof von São Luís do Maranhão, und Paschasius Hermann Rettler OFM, Bischof von Bacabal. Als Wahlspruch wählte er IN VERBO TUO.
Papst Benedikt XVI. ernannte ihn am 22. Februar 2012 zum Erzbischof von Teresina. Am 4. Januar 2023 nahm Papst Franziskus das von Jacinto Furtado de Brito Sobrinho aus Altersgründen vorgebrachte Rücktrittsgesuch an.